# ألان ألكورن
ألان ألكورن (بالإنجليزية: Allan Alcorn)‏ مهندس وعالم الكمبيوتر نشأ في سان فرانسيسكو، كاليفورنيا ، وتخرج من جامعة كاليفورنيا، بيركلي حاصلاً على بكالوريوس في الهندسة الكهربائية وعلوم الحاسب الآلي في عام 1971.

صمم ألان ألكورن اللعبة الشهيرة "بونغ".

## وصلات خارجية
- The Dot Eaters entry on Al Alcorn, PONG and Atari
- short interview about his early involvement with Steve Jobs and Apple
- Video interview with Al posted on March 10 2008 discussing the origins of Pong and more.
- A two and a half hour interview with Al Alcorn
- Hack the Future trailer video